# Hans Lebert
Hans Lebert (* 9. Jänner 1919 in Wien als Johann Arthur Franz Lebert; † 19. August 1993 in Baden bei Wien) war ein österreichischer Schriftsteller und Opernsänger. Seine drei Romane, darunter Die Wolfshaut (1960), zählen zu den bedeutendsten österreichischen „Antiheimatromanen“.

## Leben

### Familie
Hans Lebert wurde am 9. Jänner 1919 im Wiener Sanatorium Hera geboren, am 22. Februar 1919 getauft. Er entstammte einer großbürgerlichen Fabrikantenfamilie aus Hietzing. Seine Eltern Anna Maria (* 20. Jänner 1883 in Wien, geborene Nahowski) und Arthur Anton Lebert (* 25. Mai 1878 in Freiburg im Breisgau) waren seit 1910 verheiratet. Der Eintrag im Taufbuch von Maria Hietzing nennt als Beruf des Vaters Kaufmann. Die Verwandtschaft mütterlicherseits hatte prominente Mitglieder vorzuweisen: Seine Großmutter war Anna Nahowski (geborene Nowak), eine Geliebte von Franz Joseph I. gewesen (weshalb darüber spekuliert wurde, ob Lebert ein Enkel des Kaisers war; in Wirklichkeit wird ein Franz Nahowski als Großvater angeführt). Seine Tante war Helene Berg, die Ehefrau des Komponisten Alban Berg. Seine Großeltern väterlicherseits waren der Arzt Christian Lebert und dessen Ehefrau Amalia (geborene Kirchner).

### Jugend, Ausbildung und Kriegszeit
Nach dem Tod des Vaters im Jahr 1929 wurden Hans Lebert und seine Mutter von Helene und Alban Berg finanziell unterstützt. Er begann früh, Gedichte zu schreiben und war dabei von Franz Werfels expressionistischer Lyrik beeinflusst. 1934/1935 besuchte er einen Malkurs bei Albert Paris Gütersloh. Nach dem Gymnasium absolvierte er eine Ausbildung zum Operntenor und spezialisierte sich auf Heldenpartien in Werken Richard Wagners. Mit diesem Repertoire konnte Lebert als Chorsänger, bald auch als Solist, auf kleineren Bühnen in Österreich und Deutschland auftreten.
Nachdem er seine Einberufung in die deutsche Wehrmacht ignoriert hatte, wurde Lebert 1941 wegen „Wehrkraftzersetzung“ angeklagt. Er entging seiner Verurteilung nur durch die Vortäuschung einer Schizophrenie. Ab 1942 lebte er einige Jahre im weststeirischen Trahütten, wo er einen Teil seiner Kindheit verbracht hatte, in einem Jagdhaus, das seine Großmutter Anna Nahowski gekauft hatte. Er widmete sich dem literarischen Schreiben und war dort laut eigenen Angaben im Widerstand aktiv.

### Schriftsteller, Zurückgezogenheit
Nach dem Krieg hatte noch einige Engagements als Sänger, war aber schließlich gezwungen, wegen ausbleibender Auftrittsmöglichkeiten seine Sängerkarriere aufzugeben. Er konzentrierte sich auf das Schreiben, zu dem ihn schon sein Onkel Alban Berg ermutigt hatte. Am 6. August 1946 heirateten er und Maria Magdalena (1923–1974, geborene Schön) in Graz. Das Paar ließ sich zunächst in Wien, ab 1956 im niederösterreichischen Baden nieder, wo Lebert in Zurückgezogenheit seiner schriftstellerischen Tätigkeit nachging. Seine ersten Werke, größtenteils Landschafts- und Naturgedichte mit großer Bildhaftigkeit, wurden zunächst in den österreichischen Literaturzeitschriften Plan und Neue Wege  veröffentlicht. 
Sein Roman Die Wolfshaut, 1960 zuerst beim Claassen-Verlag in Hamburg erschienen und vor allem als Nachdruck in der DDR erfolgreich, brachte Lebert den Durchbruch als Autor. Schriftsteller wie Ernst Jünger und Heimito von Doderer waren von diesem begeistert. Es wurde auf inhaltliche wie stilistische Parallelen zu dem drei Jahre später erschienenen Roman Frost von Thomas Bernhard hingewiesen. 1961 wurde Hans Lebert mit dem Theodor-Körner-Preis ausgezeichnet, 1962 erhielt er den Österreichischen Staatspreis; 1968 wurde ihm die Adalbert-Stifter-Medaille verliehen.
Abermals zog er sich zurück, um von 1965 bis 1971 am nachfolgenden Roman Der Feuerkreis zu arbeiten, mit dem er versuchte, „den faschistischen Mythos gewissermaßen von innen her aufzusprengen.“ Die fehlende Rezeption von Wolfshaut beim breiten Publikum, negative Kritik am Feuerkreis und schließlich der Tod seiner Frau 1974 führten zum völligen Rückzug Leberts aus dem literarischen Leben. Mit Ausnahme von vereinzelten, unbedeutend gebliebenen Erzählungen veröffentlichte er über zwanzig Jahre lang nichts mehr. Kurz nach dem Tod seiner ersten Frau heiratete er am 19. Juli 1974 Edeltraud Steinwender.

### Erneute Anerkennung, letzte Jahre
Eine Neuauflage von Wolfshaut im Jahr 1991 brachte Lebert in seinen letzten, von schwerer Krankheit geprägten Lebensjahren erneut Anerkennung. Zeitgenössische Autoren zeigten sich begeistert von dem Werk; Elfriede Jelinek bezeichnete Die Wolfshaut als „eines der größten Leseerlebnisse ihres Lebens“ und „erste[n] radikal moderne[n] Roman der österreichischen Nachkriegsliteratur“. Als die späte Renaissance seiner Werke ihm 1992 den Grillparzer-Preis einbrachte, sprach er sich aber gegen diese Autoren aus, die ihn in seiner harschen Kritik an Österreich als ihren Vorgänger ansahen, die Österreich „beschimpfen und lächerlich machen, um im Ausland dafür Applaus zu ernten. Solche Autoren bereiten eine Kolonisation vor.“
Hans Lebert verstarb am 19. August 1993 in einem zum Landesklinikum Baden gehörenden Pflegezentrum. Er wurde am 30. August 1993 auf dem Wiener Zentralfriedhof zur letzten Ruhe bestattet (Gruppe 87A, Reihe 63, Nummer 25).

## Rezeption und Erinnerung
Leberts Hauptwerke, Das Schiff im Gebirge, Der Feuerkreis und vor allem Die Wolfshaut, in denen er heftige Kritik an der ländlichen Gesellschaft im Österreich der unmittelbaren Nachkriegszeit und dem Unterbleiben einer Aufarbeitung des Nationalsozialismus übt, zählen zu den bedeutendsten österreichischen „Antiheimatromanen“.
Die Wolfshaut diente als Vorlage für das gleichnamige Stück von Helmut Peschina (Bearbeitung) und Robert Matejka (Regie), das in Österreich zum Hörspiel des Jahres 2005 gewählt wurde.
Im September 2022 wurde ihm in Trahütten eine kleine Ausstellung der „kunstfrische Trahütten“ gewidmet.

## Werke
- Ausfahrt, Erzählungen, 1952
- Das Schiff im Gebirge. Eine Erzählung, 1955
- Die Wolfshaut, Roman, 1960 (Neuauflage 1991, Neuauflage 2008)
- Der Feuerkreis, Roman, 1971 (Neuauflage 1992, Neuauflage 2008)
- Die schmutzige Schwester, zwei Hörspiele, 1972
- Das Schiff im Gebirge. Unheimliche Erzählungen, 1993
- Das weiße Gesicht, Erzählungen, 1995